# Kamil Wilczek
Kamil Antoni Wilczek, född den 14 januari 1988, är en polsk fotbollsspelare som spelar som anfallare för Piast Gliwice.

## Karriär
Den 31 januari 2022 blev Wilczek klar för en tredje sejour i Piast Gliwice, där han skrev på ett 2,5-årskontrakt.